# Islamitische verovering van de Maghreb
De Islamitische verovering van de Maghreb (Arabisch: الْفَتْحُ الإسلَامِيُّ لِلْمَغرِب) was een reeks van drie invasies waarbij de kalifaten van de Omajjaden en van Rashidun de controle over het gebied overnamen dat voorheen Byzantijns Noord-Afrika omvatte, dat op dat moment was georganiseerd als het exarchaat van Carthago. De verovering begon in 647 en eindigde in 709, toen het Byzantijnse Rijk haar laatst overgebleven bolwerken verloor aan kalief Al-Walid I. De Noord-Afrikaanse campagnes maakten deel uit van de eeuw van snelle islamitische veroveringen die volgde op de dood van Mohammed in 632.
Tegen 642 n.Chr. hadden Arabische moslimtroepen onder kalief Omar de controle over Mesopotamië (638 n.Chr.), Syrië (641 n.Chr.) en Egypte (642 n.Chr.), Armenië binnengevallen (642 n.Chr.), alle gebieden die voorheen waren verdeeld tussen de strijdende Byzantijnse en Sassanische rijken, en sloten hun verovering van het Perzische rijk af met een overwinning op het Perzische leger in de Slag bij Nahāvand. Het was op dit punt dat de eerste Arabische militaire expedities naar Noord-Afrikaanse regio's ten westen van Egypte werden gelanceerd, die jarenlang zouden voortduren en de verspreiding van de islam zouden bevorderen.
In 644 werd Omar in Medina opgevolgd door Oethman, tijdens wiens twaalfjarige heerschappij Armenië, Cyprus en heel het hedendaagse Iran zouden worden toegevoegd aan het zich uitbreidende Kalifaat van de Rashidun. Met Afghanistan en Noord-Afrika als doelen van grote invasies en islamitische invallen vanuit zee, variërend van Rhodos tot de zuidelijke kusten van het Iberisch Schiereiland, werd de Byzantijnse vloot verslagen in het oostelijke Middellandse Zeegebied.

## Eerste invasie

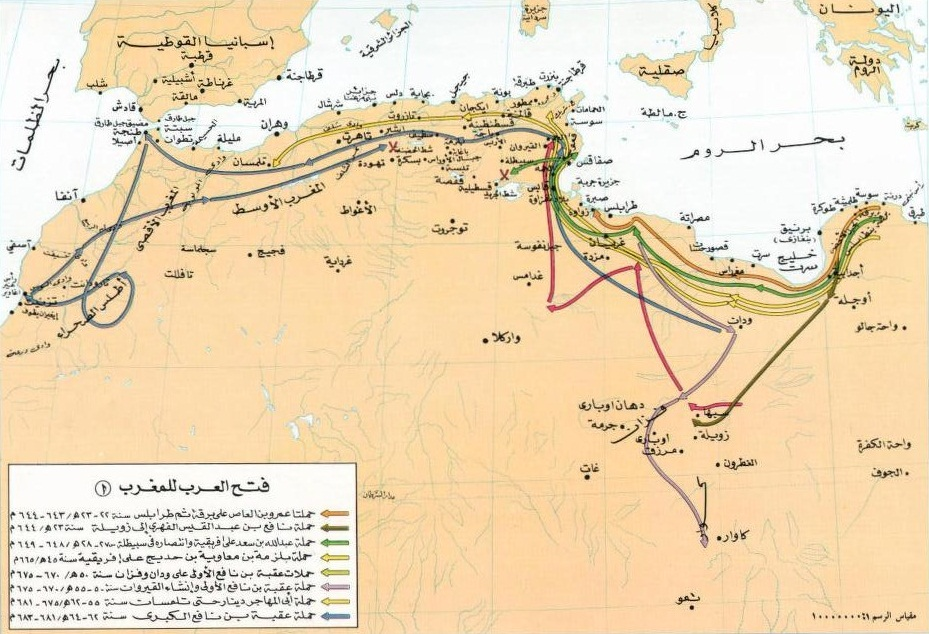
Kaart die de verschillende Islamitische invasies van de Maghreb laat zien.

Het is opgetekend door Ibn Abd al-Hakam dat tijdens de belegering van Tripoli door 'Amr ibn al-'As, zeven van zijn soldaten van de clan van Madhlij, ondertak van Kinanah, tijdens hun jachtroutine onbedoeld een gedeelte vonden aan de westkant van het strand van Tripoli dat niet ommuurd was. Deze zeven soldaten slaagden erin via deze weg de stad te infiltreren zonder opgemerkt te worden door de stadswachten, en slaagden er vervolgens in rellen in de stad uit te lokken terwijl ze Takbir (God is de grootste) riepen, waardoor de verwarde Byzantijnse garnizoensoldaten dachten dat de moslimtroepen al in de stad waren, waarna ze naar hun schip vluchten om Tripoli te verlaten waardoor Amr de stad gemakkelijk kon onderwerpen.
Later belegerden de moslimtroepen Barqa (Cyrenaica) ongeveer drie jaar lang zonder resultaat. Toen kwam Khalid ibn Walid, die eerder betrokken was bij de verovering van Oxyrhynchus, met een radicaal plan om een katapult op te richten die gevuld werd met katoenen zakken. Toen de nacht aanbrak en de stadswacht sliep, beval Khalid zijn beste krijgers zoals Zubayr ibn al-Awwam, zijn zoon Abd Allah, Abdul-Rahman ibn Abi Bakr, Fadl ibn Abbas, Abu Mas'ud al-Badri en Abd al -Razzaq, om op het katapultplatform dat gevuld was met katoenen zakken te stappen. De katapult lanceerde ze een voor een naar de top van de muur en stelde deze krijgers in staat de stad binnen te gaan, de poorten te openen en de bewakers te doden, waardoor de moslimtroepen de stad konden binnenkomen en veroveren. Toen wilde kalief Umar, wiens legers al bezig waren met de verovering van het Sassanidische rijk, zijn troepen niet verder inzetten in Noord-Afrika terwijl de islamitische heerschappij in Egypte nog onzeker was en beval 'Amr de positie van de moslims in Egypte te consolideren en om geen verdere campagne te voeren. 'Amr gehoorzaamde, liet Tripoli en Burqa achter en keerde tegen het einde van 643 terug naar Fustat
De volgende invasie van de Maghreb, op bevel van Abdallah ibn Sa'd, begon in 647. 20.000 soldaten marcheerden vanuit Medina op het Arabisch Schiereiland, en een andere voegde zich bij hen in Memphis, Egypte, waar Abdallah ibn Sa'd hen vervolgens naar Byzantijns Afrika, de Maghreb-regio, leidde. Het binnenvallende leger nam Tripolitanie (in het huidige Libië) in. Graaf Gregorius, de plaatselijke Byzantijnse gouverneur, had zich onafhankelijk verklaard van het Byzantijnse Rijk in Afrika. Hij verzamelde zijn bondgenoten, confronteerde de binnenvallende Islamitisch-Arabische strijdkrachten en leed een nederlaag (647) in de Slag bij Sufetula, een stad 240 kilometer ten zuiden van Carthago. Met de dood van Gregorius verzekerde zijn opvolger, waarschijnlijk Gennadius, zich van de terugtrekking van de Arabieren in ruil voor het betalen van tribuut. De campagne duurde vijftien maanden en de strijdmacht van Abdallah keerde in 648 terug naar moslimgebieden.
Alle verdere islamitische veroveringen werden echter al snel onderbroken toen Egyptische dissidenten de kalief Oethman vermoordden nadat ze hem in 656 onder huisarrest hadden gehouden. Hij werd vervangen door Ali, die op zijn beurt in 661 werd vermoord. Het kalifaat van de Omajjaden van grotendeels seculiere en erfelijke Arabische kaliefen vestigde zich vervolgens in Damascus en kalief Moe'awija I begon het rijk te consolideren van het Aralmeer tot de westelijke grens van Egypte. Hij plaatste een gouverneur in Egypte in al-Fustat, waardoor een ondergeschikte machtszetel werd gecreëerd die de komende twee eeuwen zou voortduren. Vervolgens zette hij de invasie van niet-islamitische buurlanden voort en viel hij in 663 Sicilië en Anatolië (in Klein-Azië) aan. In 664 viel Kabul, Afghanistan, in handen van de binnenvallende moslimlegers.

## Tweede invasie

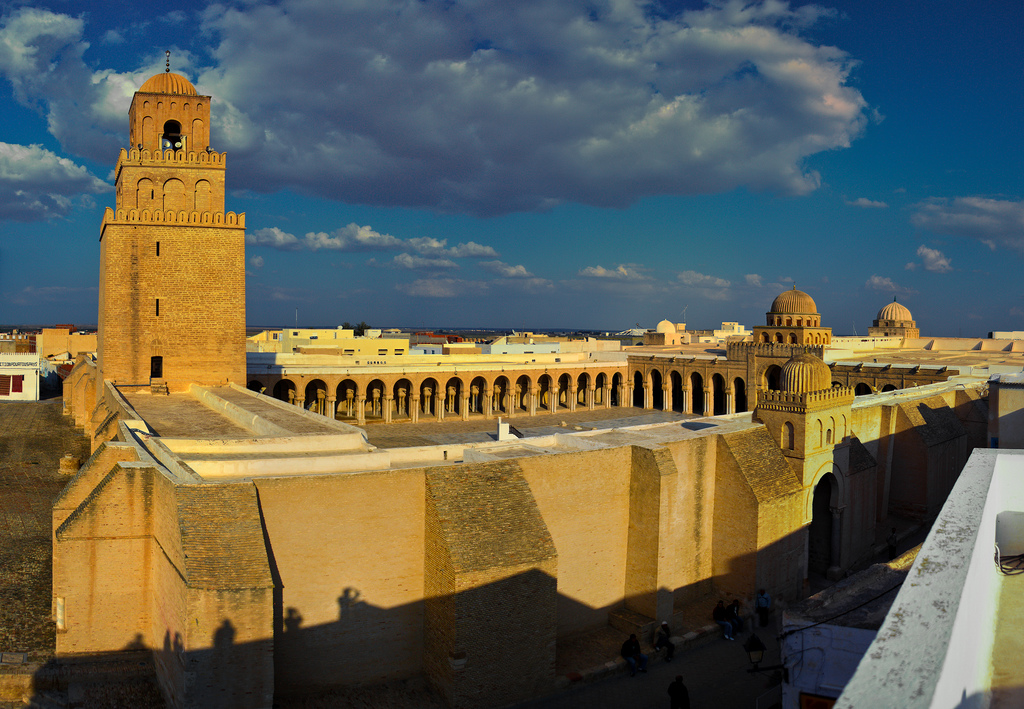
De Arabische veroveraar en generaal Uqba Ibn Nafi stichtte de Grote moskee van Kairouan (ook bekend als de Moskee van Uqba) — de oudste en belangrijkste moskee in Noord-Afrika, — in Kairouan, Tunesië, 670 n.Chr.

De jaren 665 tot 689 zagen een nieuwe Arabische invasie van Noord-Afrika. De invasie begon, volgens Will Durant, om Egypte te beschermen "tegen flankaanvallen door Byzantijns Cyrene". Dus "een leger van meer dan 40.000 moslims trok door de woestijn naar Barca, nam het in en marcheerde naar de omgeving van Carthago", waarbij ze een verdedigend Byzantijns leger van 20.000 versloegen. Vervolgens kwam een troepenmacht van 10.000 moslims onder leiding van de Arabische generaal Uqba ibn Nafi en uitgebreid met duizenden anderen. Vertrekkend uit Damascus, marcheerde het leger Afrika binnen en nam de voorhoede in. In 670 werd de stad Kairouan (ongeveer 150 kilometer ten zuiden van het moderne Tunis) opgericht, als toevluchtsoord en basis voor verdere activiteiten. Dit zou de hoofdstad worden van de islamitische provincie Ifriqiya (de Arabische uitspraak van Afrika), wat het huidige westen van Libië, Tunesië en Oost-Algerije beslaat.
Hierna, zoals Edward Gibbon schrijft, stortte de onverschrokken generaal zich in het hart van het land, doorkruiste de wildernis waarin zijn opvolgers de schitterende hoofdsteden van Fes en Marokko bouwden, en drong uiteindelijk door tot aan de rand van de Atlantische Oceaan en de grote woestijn." Bij zijn verovering van de Maghreb (westelijk Noord-Afrika) belegerde hij zowel de kuststad Bougie als Tingi of Tanger, waarbij hij de traditionele Romeinse provincie Mauretania Tingitana overweldigde.

Maar hier werd hij tegengehouden en gedeeltelijk teruggedrongen. Luis Garcia de Valdeavellano schrijft:
Tijdens hun invasies tegen de Byzantijnen en de Berbers hadden de Arabische leiders hun Afrikaanse heerschappij enorm uitgebreid, en al in het jaar 682 had Uqba de kusten van de Atlantische Oceaan bereikt, maar hij was niet in staat Tanger te bezetten, want hij was gedwongen om terug naar het Atlasgebergte door een man die in de geschiedenis en de legende bekend werd als graaf Juliaan.
Bovendien, zoals Gibbon schrijft, Uqba, "was deze Mohammedaanse Alexander, die zuchtte naar nieuwe werelden, niet in staat zijn recente veroveringen te behouden. Door de universele opstand tegen de islamitische bezetting van de Grieken en Afrikanen werd hij teruggeroepen van de kusten van de Atlantische Oceaan." Bij zijn terugkeer viel een Berber-Byzantijnse coalitie onder leiding van de berberkoning van Altava, bekend als Kusaila, zijn troepen in een hinderlaag bij Biskra en verpletterde ze, waarbij Uqba om het leven kwam en zijn troepen werden vernietigd.
Dan voegt Gibbon eraan toe: "De derde generaal of gouverneur van Afrika, Zuhayr, wreekte Uqba en ondervond het lot van zijn voorganger in de Slag om Mamma. Hij overwon de inheemse bevolking in vele veldslagen, maar hij werd omvergeworpen door een machtig leger, dat Constantinopel had gestuurd om Carthago te ontzetten en te bevrijden.
Ondertussen woedde er een nieuwe burgeroorlog tussen rivalen voor de monarchie in Arabië en Syrië. Het resulteerde in een reeks van vier kaliefen tussen de dood van Moe'awija I in 680 en de toetreding van Abd al-Malik in 685; strijd eindigde pas in 692 met de dood van de rebellenleider.

## Derde invasie

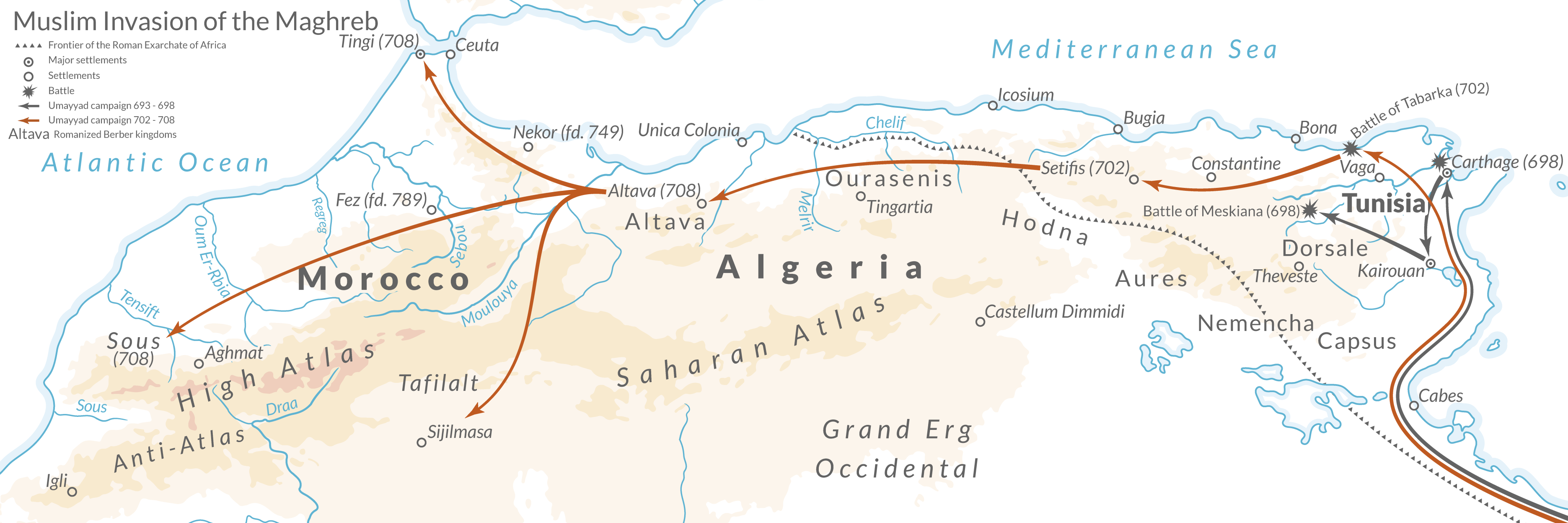
Kaart van de derde en beslissende invasie

Deze ontwikkeling zorgde voor een terugkeer van binnenlandse orde waardoor de kalief de islamitische verovering van Noord-Afrika kon hervatten. De derde invasie begon met de hernieuwde invasie van Ifriqiya. Gibbon schrijft:
de standaard werd overhandigd aan Hassan, de gouverneur van Egypte, en de opbrengst van dat koninkrijk, met een leger van veertigduizend man, werd gewijd aan de belangrijke dienst. In de wisselvalligheden van de oorlog waren de pronvincies in het binnenland beurtelings gewonnen en verloren door de Saracenen. Maar de zeekust bleef nog steeds in handen van de Grieken; de voorgangers van Hassan hadden de naam en vestingwerken van Carthago gerespecteerd; en het aantal van zijn verdedigers werd aangeworven door de voortvluchtigen van Cabes en Tripoli. De wapens van Hassan waren brutaler en kenden meer geluk: hij verkleinde en plunderde de metropool Afrika; en de vermelding van klimladders kan het vermoeden rechtvaardigen dat hij met een plotselinge aanval de meer moeizame operaties van een normaal beleg anticipeerde.
Na het verlies van Carthago aan de moslims in 695 reageerde het Byzantijnse rijk met troepen uit Constantinopel, vergezeld door soldaten en schepen uit Sicilië en een machtig contingent Visigoten uit Hispania. Dit dwong het binnenvallende Arabische leger om terug te trekken naar Kairouan. Toen, schrijft Gibbon, “landden de christenen; de burgers begroetten de vlag van het kruis en de winter werd nutteloos verspild in de droom van overwinning of bevrijding."
In 698 veroverden de Arabieren Carthago onder Hassan ibn al-Nu'man en voltooiden ze de verovering van de oostelijke Barbarijse kust. Ze anticipeerden echter pogingen tot Byzantijnse herovering en besloten daarom de stad te vernietigen. De muren werden afgebroken, de landbouwgronden verwoest, de aquaducten en havens onbruikbaar gemaakt. Ze vestigden hun basis in Tunis, dat sterk werd uitgebreid, hoewel Kairouan tot het einde van de 9e eeuw de hoofdstad van de gouverneur bleef.

Dit werd onmiddellijk gevolgd door een Berberse opstand tegen de nieuwe Arabische opperheren en een beslissende overwinning in de Slag bij Meskiana. Gibbon schrijft:
Onder de standaard van hun koningin Kahina verwierven de onafhankelijke stammen een zekere mate van eenheid en discipline; en aangezien de Moren in hun vrouwen het karakter van een profetes respecteerden, vielen ze de indringers aan met een enthousiasme dat vergelijkbaar was met dat van hen. De doorgewinterde troepen van Hassan waren ontoereikend om Afrika te verdedigen: de veroveringen van een tijdperk gingen in één dag verloren; en het Arabische opperhoofd, overweldigd door de vloedgolf van aanvallers, trok zich terug tot de grenzen van Egypte.
Dit verzekerde Kahina van de onbetwiste positie van heerser van de Maghreb voor vijf jaar, totdat in 703 Hassan nieuwe troepen van de kalief ontving. Ondertussen ergerden de mensen in de steden van Noord-Afrika zich onder het bewind van de Berbers. Zo werd Hassan bij zijn terugkeer verwelkomd en slaagde hij erin Kahina te doden in de Slag bij Tabarka. Gibbon schrijft dat “de vrienden van het maatschappelijk middenveld samenspanden tegen de woestelingen van het land; en de koninklijke profetes werd gedood tijdens de eerste slag.”
De succesvolle generaal Moessa bin Noessair werd aangesteld als gouverneur van Ifriqiya. Zijn legers sloegen op brute wijze de Berbers neer, bestaande uit verschillende religies, die vochten tegen de oprukkende moslims. Moessa's verovering bereikte de Atlantische kust in 708. Hij stond bekend om het enorme aantal mawla dat hij had verzameld, dat bestond uit Berberse bekeerlingen tot de islam en ook uit mensen uit andere regio's. Het aantal slaven dat hij meenam in zijn verschillende campagnes (inclusief campagnes buiten Afrika, tegen de Romeinen en Perzen) zou variëren van 30.000 tot 300.000 in verschillende moslimgeschiedenissen en sommigen verwijzen zelfs naar een hoger aantal. Philip Khuri Hitti beschrijft de toekenning van getallen zoals 300.000 slaven (die ook 30.000 nobele maagden van Spanje gevangen namen) aan hem als overdreven, wat te wijten was aan het grote aantal slaven dat beschikbaar was na islamitische veroveringen. Een bewering die wordt bevestigd door historicus Kishori Saran Lal.
Moessa had ook te maken met de Byzantijnse vloot die nog steeds doorvocht tegen de mosliminvasies. Dus bouwde hij een eigen vloot die de christelijke eilanden Ibiza, Mallorca en Menorca ging veroveren. Oprukkend in de Maghreb, namen zijn troepen Algiers in 700 in.

## Nasleep

Het Middellandse Zeegebied na het einde van de Byzantijnse overheersing in Noord-Afrika.

Tegen 709 stond heel Noord-Afrika onder de controle van het Arabische kalifaat. De enige mogelijke uitzondering was Ceuta bij de Afrikaanse Zuilen van Hercules. Gibbon verklaart: "In die tijd, evenals in het heden, waren de koningen van Spanje bezeten van het fort van Ceuta [...] Moessa, in de trots van de overwinning, werd teruggedreven van de muren van Ceuta, door de waakzaamheid en moed van graaf Juliaan, de generaal van de Goten. Andere bronnen beweren echter dat Ceuta de laatste Byzantijnse buitenpost in Afrika vertegenwoordigde en dat Juliaan, die de Arabieren Ilyan noemden, een exarch of Byzantijnse gouverneur was. Valdeavellano biedt een andere mogelijkheid, dat "zoals waarschijnlijker lijkt, hij misschien een Berber was die de heer en meester was van de katholieke stam van Gomera." Hoe dan ook, als bekwaam diplomaat die bedreven was in de Visigotische, Berberse en Arabische politiek, zou Juliaan zich heel goed aan Moessa kunnen hebben overgegeven op voorwaarden die hem in staat stelden zijn titel en bevel te behouden. Op dat moment omvatte de bevolking van Ceuta veel vluchtelingen van een verwoestende Visigotische burgeroorlog die was uitgebroken in Hispania (het huidige Portugal en Spanje). Deze omvatten familie en bondgenoten van wijlen koning Wittiza, Ariaanse christenen die op de vlucht waren voor gedwongen bekeringen door toedoen van de Visigotische katholieke kerk, en joden.
Zoals Gibbon beschrijft, ontving Moessa een onverwacht bericht van Juliaan, "die zijn plaats, zijn persoon en zijn zwaard aanbood" aan de moslimleider in ruil voor hulp in de burgeroorlog. Hoewel Juliaans "landgoederen ruim waren, zijn volgelingen moedig en talrijk", had hij "weinig te hopen en veel te vrezen van de nieuwe regering". En hij was te zwak om Roderic rechtstreeks uit te dagen. Dus zocht hij Moessa's hulp. Voor Moessa hield Juliaan, "door zijn Andalusische en Mauritaanse bevelen, ... de sleutels van de Spaanse monarchie in zijn handen." En dus beval Moessa in 710 enkele eerste invallen aan de zuidkust van het Iberisch Schiereiland. In de lente van datzelfde jaar nam Tariq ibn Zijad, een Berber, een vrijgelaten slaaf en een moslimgeneraal, Tanger in. Moessa maakte hem daarop tot gouverneur van de stad, gesteund door een leger van 6.700 man. Het jaar daarop, in 711, gaf Moessa opdracht aan Tariq om Hispania binnen te vallen. Tariq stapte vanuit Ceuta aan boord van schepen die door Juliaan waren geleverd, stortte zich op het Iberisch schiereiland, versloeg Roderic en belegerde vervolgens de Visigotische hoofdstad Toledo. Hij en zijn bondgenoten namen ook Córdoba, Ecija, Granada, Málaga, Sevilla en andere steden in. Hierdoor voltooide de verovering van Hispania de Arabische verovering van Noord-Afrika. Uit angst dat het Byzantijnse rijk het gebied zou heroveren, besloten ze het Romeins Carthago te vernietigen in een beleid van verschroeide aarde en hun hoofdkwartier ergens anders te vestigen. De muren werden afgebroken, de watertoevoer afgesloten, de landbouwgrond werd verwoest en de havens werden onbruikbaar gemaakt. De vernietiging van het Exarchaat van Afrika betekende een definitief einde aan de invloed van het Byzantijnse rijk in de regio.
Uit archeologisch bewijs blijkt dat de stad Carthago wel bewoond bleef. Constantijn de Afrikaan werd geboren in Carthago. Het fort van Carthago werd gebruikt door de moslims tot het tijdperk van de Hafsiden en werd veroverd door de kruisvaarders tijdens de Achtste Kruistocht. Overblijfselen van het voormalige Romeinse Carthago werden in de 8e eeuw gebruikt als bron om bouwmaterialen te leveren voor Kairouan en Tunis.

### Inheems verzet
Hoewel het gebied onder controle stond van het kalifaat, waren er nog steeds delen van de bevolking die zich verzetten tegen de verspreiding van de islam. Het Berberse volk werd als inferieur beschouwd en gedwongen zich tot de islam te bekeren en zich bij het Arabische leger aan te sluiten, waarbij ze minder betaald kregen dan een Arabier zou krijgen. Dit leidde tot veel ontevredenheid en uiteindelijk tot de dood van de Maghreb-Arabische gouverneur, Yazid ibn Abi Muslim, door toedoen van een van zijn lijfwachten nadat hij hen had bevolen zijn naam op hun armen te tatoeëren om zijn eigendom over hen aan te duiden.
In 740 leidde de belastingheffing van de berbers tot de Grote Berberopstand. De rebellen werden aanvankelijk geleid door Maysara, een Berberse leider. De opstand begon in het zuiden van Marokko en duurde tot 743. De rebellen slaagden erin de Arabische bevolking van Tanger en de Arabische gouverneur af te slachten en een gebied te veroveren wat slaat op het moderne Marokko, West- en Centraal- Algerije, dat nooit werd heroverd door een oosters kalifaat. De berbers slaagden er echter niet in Ifriqiya (Tunesië, Oost-Algerije en West-Libië) te veroveren, na een verpletterende nederlaag te hebben geleden door de gouverneur van Ifriqiya Handhala ibn Safwan al-Kalbi.
Een van de verenigende krachten van deze opstanden was de leer van Arabische Kharijitische missionarissen die als kooplieden hadden gewerkt. Ze waren in staat om sommige secties van de Berbers om te schakelen in hun manier van denken en dit zorgde voor een "verenigende discipline en revolutionaire ijver die de Berber-opstand van 739 aandreven" tot en met 743.

## Gevolgen

### Effecten op de machtsstructuur in het Middellandse Zeegebied
Het verlies van Afrika was een zware klap voor het Byzantijnse rijk. In 698, na Egypte, ging hier de tweede grote graanschuur en een belangrijke bron van belastingen verloren, wat achteraf gezien niet afbreuk deed aan het vermogen van het rijk om te overleven, maar de decennialange verdedigingsstrijd tegen het kalifaat aanzienlijk schaadde. Financieel konden de verloren belastinginkomsten voor Oost-Rome/Byzantium lange tijd niet worden gecompenseerd.
De val van Carthago bracht Tiberios de keizerlijke troon, want zijn officieren, bang om verantwoordelijk te worden gehouden voor de nederlaag, verhieven hem tot de positie van anti-keizer en wierpen Leontios omver, die zijn neus had afgesneden. Een ander effect was dat er geen grote Latijnse of Romaans sprekende provincies meer waren in het Byzantijnse rijk en dat het Grieks uiteindelijk de overhand kreeg.
Met de verovering van Carthago legden de Arabieren de basis voor de overheersing van het westelijke Middellandse Zeegebied, aangezien ze de Afrikaanse havens daar nu konden gebruiken als springplank voor operaties tegen de Balearen, Sardinië en Sicilië. Ze bereidden zich ook voor op de invasie van Hispania 13 jaar later door de Byzantijnse flankdreiging uit te schakelen. De verovering van Septem nam op zijn beurt het laatste onmiddellijke obstakel weg.

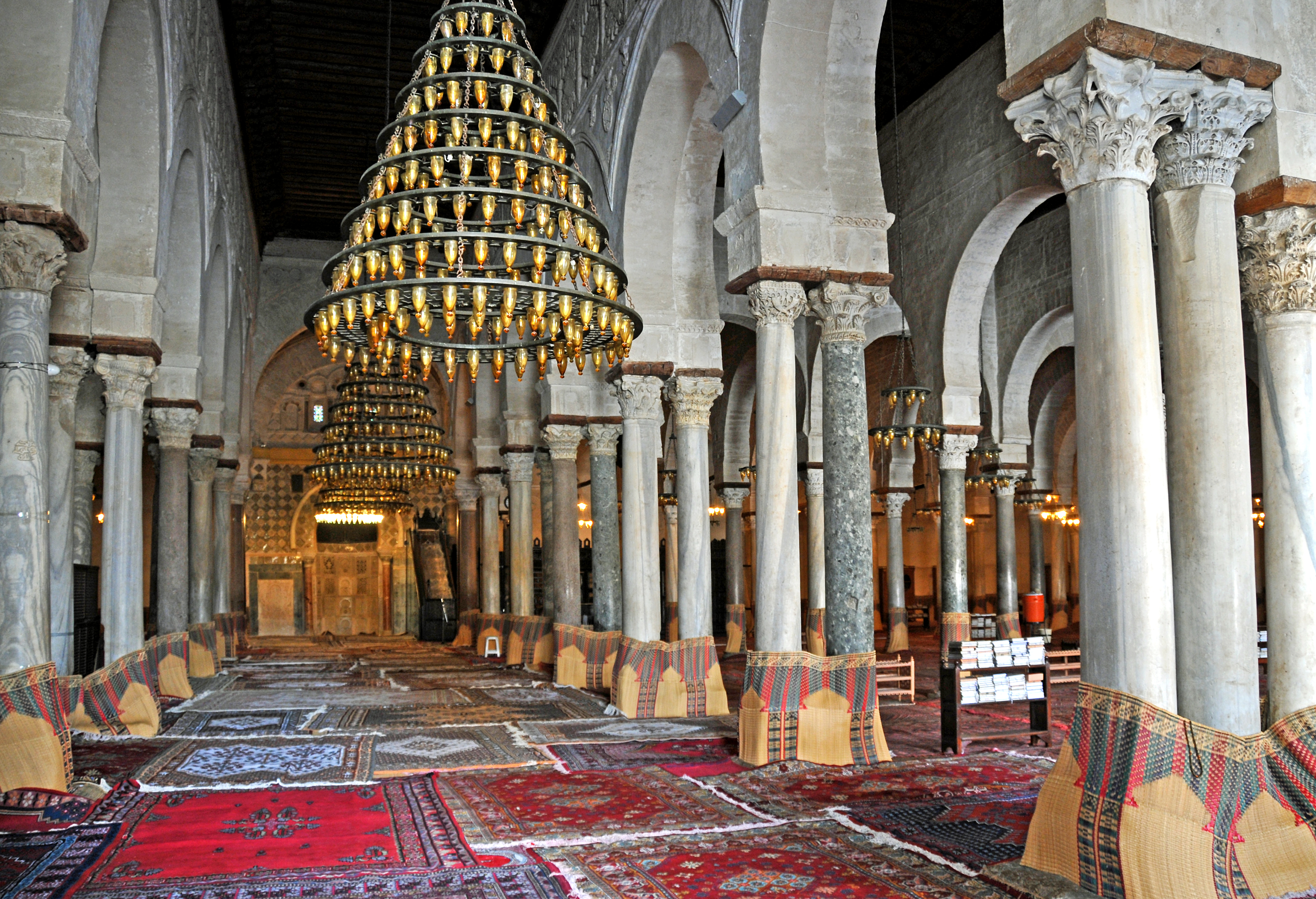
Gebedsruimte van de Grote moskee van Kairouan, met zuilen uit voormalige kerken, waarschijnlijk uit Carthago.

### Islamisering en gedeeltelijke arabisering van de Maghreb
Op het grondgebied van het Exarchaat van Carthago begon na de verovering een vrij geleidelijke maar uiteindelijk volledige Arabisering van de Latijns- en Punisch sprekende bevolking. In tegenstelling tot wat algemeen wordt aangenomen, is de Latijnse taal niet snel of volledig uit de Maghreb verdwenen, wat zowel af te lezen is aan Latijnse grafinscripties uit de elfde eeuw als aan de talrijke en opvallende Latijnse leenwoorden in de hedendaagse Berbertalen. Maar de bijzondere kenmerken van de dialecten van het Maghreb-Arabisch die zich na de verovering ontwikkelden, werden ook voornamelijk gevormd in de lexis van het Latijn. Hetzelfde geldt voor het christendom in de Maghreb, dat niet eindigde met de Arabische verovering, maar ook achteraf door sporadische bronnen wordt gedocumenteerd.
In wat nu Tunesië is, bijvoorbeeld, waren tegen het einde van de negende eeuw waarschijnlijk moslims in de meerderheid. Het verval van christelijke instituties versnelde pas tegen het einde van de elfde eeuw; individuele gemeenschappen overleefden tot de 14e eeuw, waarna de sporen verloren gingen. Het enige dat zeker is, is dat er aan het begin van de Franse koloniale overheersing in de Maghreb geen Romaanssprekende of christelijke gemeenschappen meer waren. Deze uiteindelijk volledige islamisering van de gehele bevolking zorgde voor de scheiding van het Middellandse Zeegebied in een noordelijke en een zuidelijke helft, die tot op de dag van vandaag voortduurt.
De volledige islamisering van de Maghreb samen met de volledige arabisering van de niet-Berberbevolking kan zijn bevorderd door de volgende factoren:
- de nog Neo-Punische en dus ook Semitische moedertaal van delen van de bevolking;[29]
- mogelijk resterende Donatistische ideeën in christelijke gemeenschappen, waarvan de martyristische en theocratische eisen en de afwijzing van de Grieks-Romeinse beschaving werden vervuld door de islam;[30]
- mogelijk resterende Ariaanse ideeën in christelijke gemeenschappen, waarvan de anti-trinitarische eisen werden vervuld door de islam;
- de fragmentatie van de kerk in Afrika, die ook voor de buitenwereld deels zichtbaar was;[28]
- bevordering van arabisering en islamisering gezien de blootgestelde locatie van de Maghreb tijdens de Spaanse Reconquista en de veroveringen van de Normandische heerser Rogier II.

### Het christendom na de verovering
Archeologisch en wetenschappelijk onderzoek heeft aangetoond dat het christendom bleef voortbestaan na de islamitische veroveringen. De katholieke kerk verviel geleidelijk, samen met het lokale Latijnse dialect. Volgens een opvatting ging het christendom in Noord-Afrika een eeuw na de islamitische verovering door, maar waren noch de kerk, noch het aanzien van de Byzantijnen in staat om de verspreiding van de islam te weerstaan, vooral omdat ze op gespannen voet met elkaar stonden, en dat zonder enige bijzondere vervolging van de kant van de moslimheersers, die de christenen mild behandelden omdat ze ze als " mensen van het Boek " beschouwden. Als de eerste moslimveroveraars de Noord-Afrikaanse christenen hadden vervolgd in plaats van hen te tolereren, zou het christendom wellicht zijn blijven floreren.
Veel oorzaken werden gezien als leidend tot het verval van het christendom in de Maghreb. Een daarvan was de voortdurende oorlogen en veroveringen, evenals vervolgingen. Daarnaast migreerden ook veel christenen naar Europa. De kerk miste in die tijd de structuur van een monastieke traditie en leed nog steeds onder de nasleep van ketterijen, waaronder de zogenaamde donatistische ketterij, en dit droeg bij tot de vroege vernietiging van de kerk in de huidige Maghreb. Sommige historici contrasteren dit met de sterke monastieke traditie in Koptisch Egypte, die wordt gezien als een factor die ervoor zorgde dat de Koptische Kerk ondanks talloze vervolgingen tot ongeveer na de 10e eeuw het meerderheidsgeloof in Egypte kon blijven. Bovendien waren de Romeinen niet in staat om de inheemse bevolking zoals de Berbers volledig te assimileren.
Het lokale katholicisme kwam onder druk te staan toen de moslimfundamentalistische regimes van de Almoraviden en vooral de Almohaden aan de macht kwamen. Er zijn nog steeds berichten over christelijke inwoners en een bisschop in de stad Kairouan rond 1150 - een veelbetekenend bericht, aangezien deze stad rond 680 door Arabische moslims werd gesticht als hun administratieve centrum na hun verovering. Uit een brief uit de 14e eeuw blijkt dat er nog vier bisdommen over waren in Noord-Afrika, weliswaar een scherpe achteruitgang ten opzichte van de meer dan vierhonderd bisdommen die er ten tijde van de Arabische verovering bestonden. De Almohad Abd al-Mu'min dwong de christenen en joden van Tunis zich in 1159 te bekeren. Ibn Khaldun hintte naar een inheemse christelijke gemeenschap in de 14e eeuw in de dorpen Nefzaoua, ten zuidwesten van Tozeur. Ze betaalden de djizja en onder hen bevonden enkele mensen van Frankische afkomst. Berberse christenen bleven tot het begin van de 15e eeuw in Tunis en Nefzaoua in het zuiden van Tunesië wonen, en "[i]n het eerste kwart van de vijftiende eeuw lazen we zelfs dat de inheemse christenen van Tunis, hoewel sterk geassimileerd, hun kerk uitbreidden, misschien omdat de laatste vervolgde christenen uit de hele Maghreb zich daar hadden verzameld."
Een andere groep christenen die naar Noord-Afrika kwamen nadat ze uit het islamitische Spanje waren gedeporteerd, werden de Mozarabiërs genoemd. Ze werden door paus Innocentius IV erkend als de Marokkaanse kerk.
Een andere fase van het christendom in Afrika begon met de komst van de Portugezen in de 15e eeuw. Na het einde van Reconquista veroverden de christelijke Portugezen en Spanjaarden veel havens in Noord-Afrika.
In juni 1225 vaardigde Honorius III de bul Vineae Domini custodes uit, die twee broeders van de Dominicaanse Orde, genaamd Dominic en Martin, toestond een missie in Marokko te vestigen en daar de zaken van de christenen te behartigen. De bisschop van Marokko, Lope Fernandez de Ain, werd op 19 december 1246 door paus Innocentius IV benoemd tot hoofd van de Kerk van Afrika, de enige kerk die officieel op het continent mocht prediken. Innocentius IV vroeg de emirs van Tunis, Ceuta en Boegie om Lope en Francisciaanse broeders toe te staan om voor de christenen in die streken te zorgen. Hij bedankte kalief al-Sa'id voor het verlenen van bescherming aan de christenen en verzocht hen toestemming te geven forten langs de kusten te bouwen, maar de kalief wees dat verzoek af.
Het bisdom Marrakesh bleef bestaan tot het einde van de 16e eeuw en werd ondersteund door de suffraganen van Sevilla. Juan de Prado had geprobeerd de missie te herstellen, maar werd in 1631 vermoord. Franciscaanse kloosters bleven tot de 18e eeuw in de stad bestaan.

## Veldslagen
- Slag bij Sufetula (647)
- Slag bij Vescera (682)
- Slag bij Mamma (688)
- Slag bij Carthago (698)
- Slag bij Tabarka (701, 702 of 703)